# Alexander von Warsberg
Alexander Freiherr von Warsberg (* 30. März 1836 in Saarburg; † 28. Mai 1889 in Venedig) war ein österreichischer Regierungsbeamter und Reiseschriftsteller.

## Leben

### Herkunft
Die Freiherren von Warsberg sind ein altes luxemburgisches Rittergeschlecht, welches bereits im 14. Jahrhundert urkundlich erwähnt wird. Im Jahre 1357 erhielten sie die kurtrierische Burg Wincheringen als Lehen, die bis ins 18. Jahrhundert hinein im Besitz der Familie blieb. Durch Eheschließungen sammelten sich im Laufe der Jahrhunderte große Besitzungen an. Im Jahre 1483 gehörten die Barone von Warsberg bereits der luxemburgischen Ritterschaft an. Im Jahre 1834 teilte Joseph Alexander von Warsberg mit seinen beiden Schwestern ihre Güter und zog nach Österreich.

### Biographie
Alexander war der älteste Sohn des preußischen Kammerherrn Freiherrn Joseph Alexander von Warsberg (* 1807) und dessen Ehefrau Elisabeth Freiin von Wyttenbach. Bald nach der Geburt des Sohnes verkaufte der Vater die alten Familienbesitzungen in Lothringen und zog mit der Familie nach Graz. Hier besuchte Alexander das Gymnasium und die Universität. Später studierte er noch in München. Dann trat er bei der Statthalterei in Graz in den Kaiserlich-königlichen Staatsdienst. 1858 wurde er zur Statthalterei in Venedig versetzt, wo er bis zur Abberufung des Statthalters Cajetan von Bissingen-Nippenburg blieb; 1859 erfolgte seine Zurückversetzung nach Graz. 1863 wurde Warsberg in das Handelsministerium versetzt. In Graz lernte er Anton Prokesch von Osten kennen, der 1867 Botschafter in Istanbul wurde. Mit diesem bereiste er Italien, die Schweiz und Frankreich. 1868, 1869 und 1871 besuchte er Ägypten. 1870 verbrachte er mehrere Monate auf Korfu. In der ersten Hälfte der 1880er Jahre bereiste er Griechenland, Attika, Thessalien, Epirus, den Peloponnes, die griechischen Inseln und Libyen.

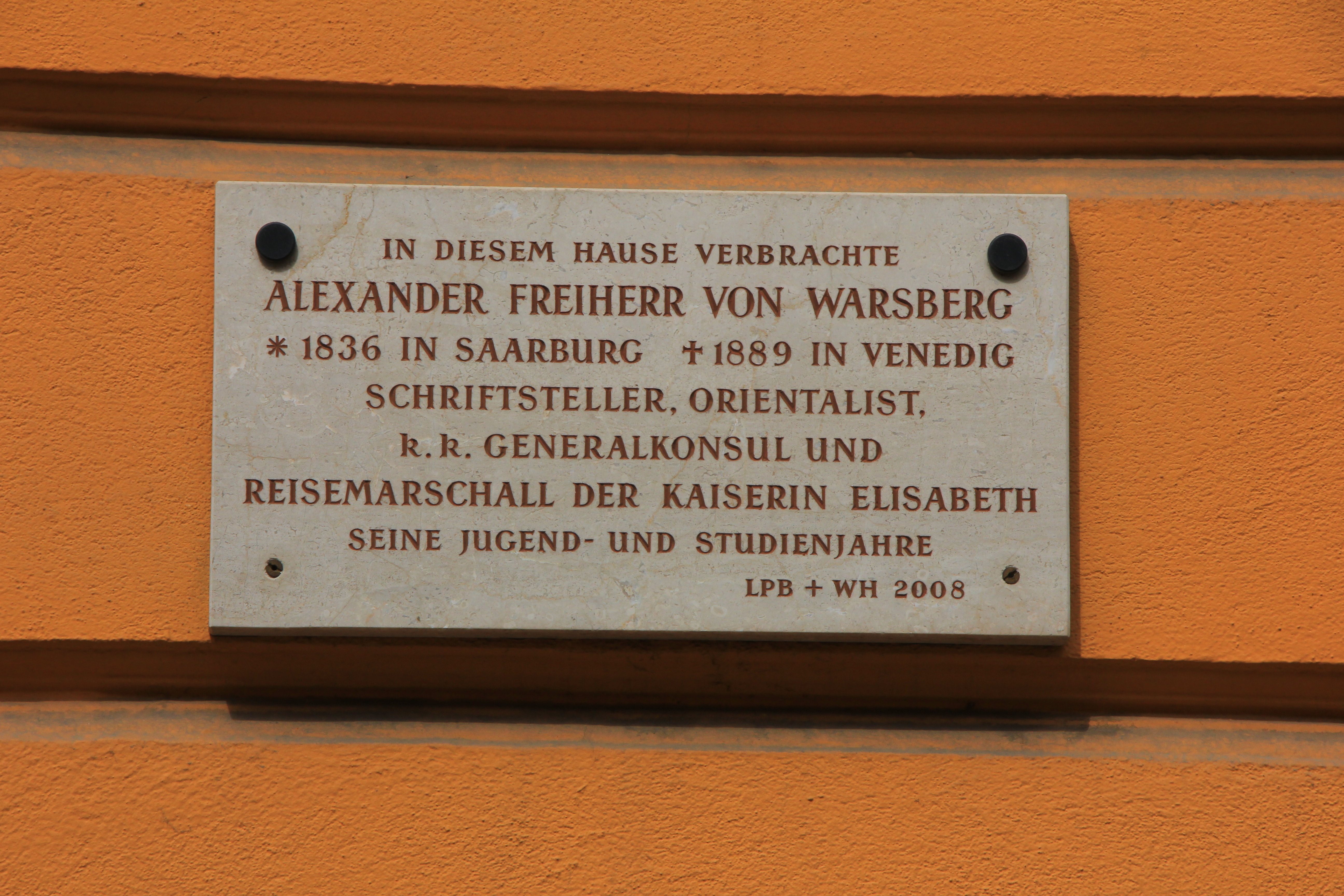
Erinnerungstafel am Haus in der Zinzendorfgasse in Graz, wo Alexander Warsberg lebte

Zu Beginn der 1880er Jahre begann sich Kaiserin Elisabeth verstärkt mit Griechenland zu beschäftigen. Durch die Lektüre von Warsbergs „Odysseeische Landschaften“ (Zweites Buch, 1. Kapitel) wurde sie vermutlich angeregt, das  Achilleion auf Korfu erbauen zu lassen. Die Kaiserin nahm zu dem ihr wesensverwandten Alexander von Warsberg Kontakt auf und ernannte ihn zu ihrem „Reisemarschall“. 1885 ließ sie sich bei ihrer Griechenlandreise von Warsberg, der damals österreichischer Konsul in Griechenland war, begleiten. Die erste Audienz hinterließ bei Warsberg keinen sehr positiven Eindruck. Er beschrieb die Kaiserin in seinem Tagebuch als "häßlich, alt, spindeldürr aussehend, schlecht angezogen". Nach der ersten gemeinsamen Schiffsreise änderte der Konsul jedoch seine Meinung über Elisabeth grundlegend und zeigte eine gewisse Verliebtheit. In den Jahren 1887 und 1888 begleitete Warsberg die Kaiserin auf weiteren anstrengenden Reisen durch Westgriechenland, nach Ithaka, auf die Peloponnes bis nach Kleinasien. Gesundheitlich ging es ihm jedoch zunehmend schlechter und er klagte, dass die Strapazen als Elisabeths "Reisemarschall" alle seine bisherigen Orientreisen überträfen.
Im November 1887 beauftragte die Kaiserin Warsberg, sich nach einem geeigneten Grundstück für eine Villa auf Korfu umzusehen. 1888 gelang es dem inzwischen schwerkranken Warsberg, die Villa Braila für die Kaiserin zu erwerben und zusätzliche Grundstücke auf Korfu für den Bau der Villa dazuzukaufen. Warsberg war es, der für das Achilleion das „geistige Konzept“ schuf. Die Fertigstellung des in pompejanischem Stil erbauten Achilleions im Jahre 1891 erlebte er nicht mehr, da er bereits vorher verstarb. Nach seinem Tod übernahm für kurze Zeit sein Bruder Gustav die Bauleitung.
Im Herbst 1887 wurde Warsberg zum Generalkonsul in Venedig ernannt, starb aber schon im Frühjahr 1889 an einem langjährigen Lungenleiden. Er wurde auf dem Friedhof St. Leonhard in Graz bestattet.

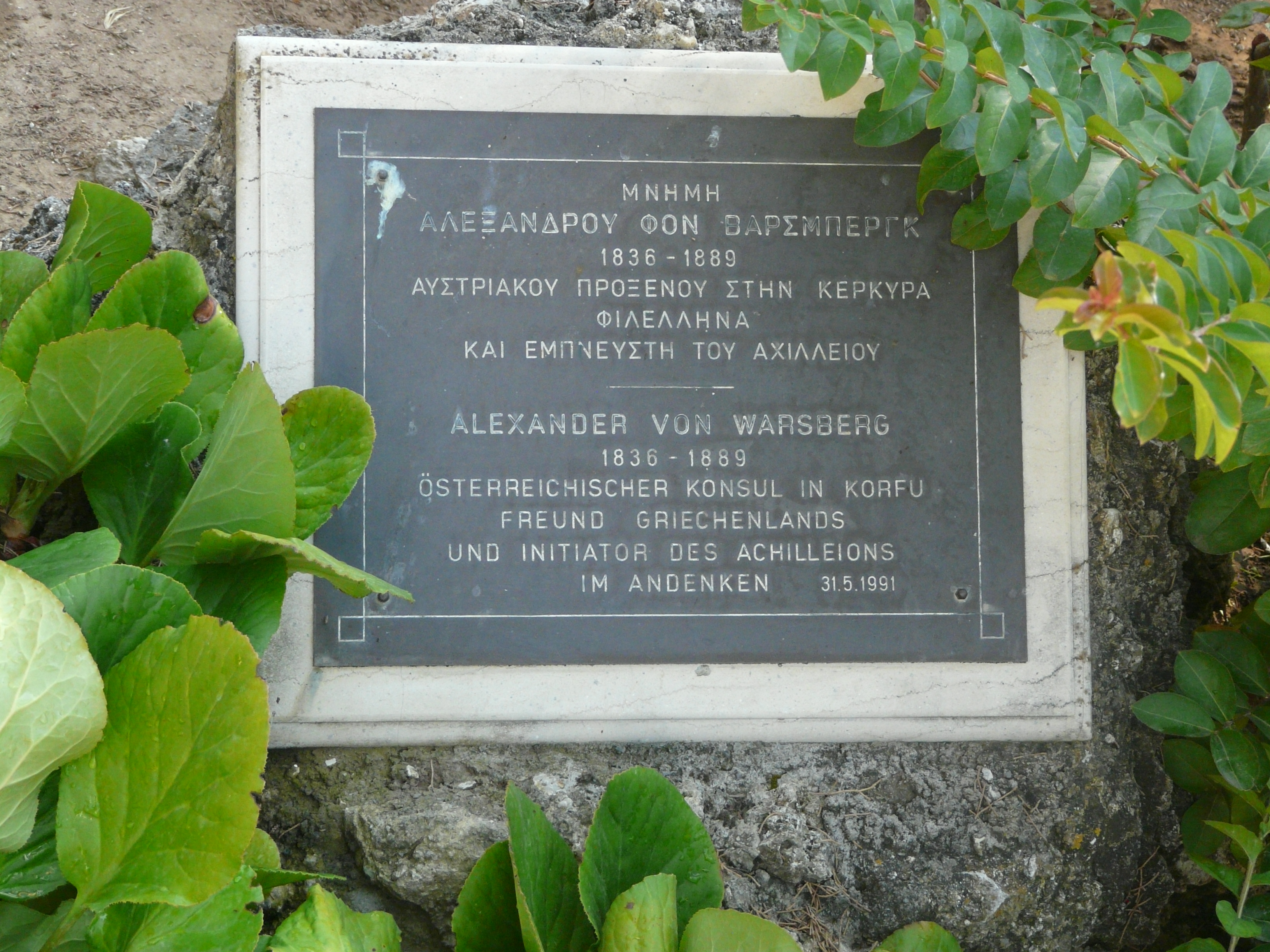
Gedenktafel für Warsberg im Achilleion, Photo 2010

## Schriften
- Ein Sommer im Orient. Wien 1869 (Digitalisat)
- Odysseeische Landschaften. 3 Bände, Wien 1878 (Digitalisat)
- Homerische Landschaften. Wien 1884
- Die Kunstwerke Athens. Wien 1892
- Eine Wallfahrt nach Dodona. Graz 1893